# SLITRK5
SLITRK5‏ (SLIT and NTRK like family member 5) هوَ بروتين يُشَفر بواسطة جين SLITRK5 في الإنسان.

## الوظيفة
أعضاء عائلة SLITRK، مثل SLITRK5، هي بروتينات غشائية متكاملة ذات نطاقين N-terminal غنيين بالليوسين (LRR) مشابهين لتلك الموجودة في بروتينات SLIT. معظم بروتينات SLITRK، بما في ذلك SLITRK5، تحتوي أيضًا على مناطق نهاية كربوكسيلية تتشابه مع مستقبلات التغذية العصبية. يتم التعبير عن بروتينات SLITRK بشكل رئيسي في الأنسجة العصبية، ولها نشاط تعديلي للنيوريت.